# Rudolf Eisemann
Rudolf Eisemann (* 23. Januar 1927; † 17. Mai 2001) war ein deutscher Fußballschiedsrichter. 

## Sportlicher Werdegang
Der hauptberufliche Hopfenhändler Eisemann stammte aus Spechbach im Kraichgau. Er agierte im höherklassigen Fußball insbesondere als Linienrichter und stand nach Einführung der Bundesliga als höchster deutschlandweiter Spielklasse zur Saison 1963/64 dort an der Seitenlinie. Am letzten Spieltag der Spielzeit 1965/66 kam er zu seinem einzigen Einsatz als Spielleiter in der Beletage, als er das 1:1-Unentschieden zwischen Eintracht Braunschweig und Borussia Mönchengladbach leitete. Zuvor hatte er bereits Spiele in der Oberliga Süd und der Oberliga Südwest sowie im DFB-Pokal geleitet.
Beim Endspiel des Europapokals der Landesmeister 1966/67 zwischen Celtic Glasgow und Inter Mailand unterstützte Eisemann gemeinsam mit Rudibert Jacobi als Linienrichter im Estádio Nacional in Oeiras Schiedsrichter Kurt Tschenscher bei der Spielleitung.